# Pinda fyr
Pinda fyr (portugisiska:  Farol de Pinda) är en fyr på en udde sydost om Memba i norra Moçambique.
Den 31 meter höga fyren byggdes för att underlätta inseglingen till Memba medan Moçambique var en portugisisk koloni. Det runda tornet av tegel är placerat i mitten av fyrvaktarbostaden. Fyren är vitmålad med svarta horisontella band och en rödmålad lanternin på toppen. Fyrlyktan avger två vita blixtar var tionde sekund.
Fyren var inaktiv i början av 1980-talet, men renoverades och tändes igen år 1994.  Fyrplatsen kan besökas men fyren är stängd för allmänheten.